# Bulbophyllum scariosum
Bulbophyllum scariosum là một loài phong lan thuộc chi Bulbophyllum.